# Tropennacht
Een tropennacht of tropische nacht is een etmaal waarop de minimumtemperatuur, gemeten in een weerhut, niet onder de 20,0 °C komt. Een tropennacht is in Nederland beduidend zeldzamer dan een tropische dag, er zijn slechts 10 landelijke tropennachten in Nederland waargenomen. Tropennachten hebben een sterke correlatie met het  opwarmend klimaat. Zo zijn er in de gehele 20e eeuw slechts 2 tropennachten waargenomen, terwijl er 7 zijn waargenomen in de 20 jaar erna. In augustus 2020 waren er in Nederland drie tropennachten.

## Records

### Nederland
- 27 juli 2018: hoogste minimumtemperatuur ooit in Nederland: 24,4 °C in Deelen[5] In De Bilt bleef het die datum 22,4 °C, een record voor het station dat als landelijke referentie geldt.

### België
- 4 juli 2015: hoogste minimumtemperatuur ooit in België 24,5 °C in Ukkel[6]

10cm-temperatuur · bodemtemperatuur · hittegolf · ijsdag · koudegetal · koudegolf · luchttemperatuur · temperatuursom · tropennacht · tropische dag · vorst aan de grond · vorstdag · vorstperiode · warme dag · warmtegetal · zachte dag · zomerse dag 

Vorst: lichte vorst · matige vorst · strenge vorst · zeer strenge vorst